# Penn of Pennsylvania
Penn of Pennsylvania is een Engelse speelfilm uit 1942, geregisseerd door Lance Comfort. De film is gebaseerd op de biografie William Penn (1933) van C.E. Vulliamy.

## Rolverdeling
| Acteur           | Personage                |
| ---------------- | ------------------------ |
| Clifford Evans   | William Penn             |
| Deborah Kerr     | Gulielma Maria Springett |
| Dennis Arundell  | Charles II               |
| Aubrey Mallalieu | Chaplain                 |
| D.J. Williams    | Lord Arlington           |
| O. B. Clarence   | Lord Cecil               |
| James Harcourt   | George Fox               |
| Charles Carson   | Admiral Penn             |
| Henry Oscar      | Samuel Pepys             |
| Max Adrian       | Elton                    |
| John Stuart      | Bindle                   |
| Maire O'Neill    | Cook                     |
| Edward Rigby     | Bushell                  |
| Mary Hinton      | Lady Castlemaine         |
| Joss Ambler      | Lord Mayor               |
| Edmund Willard   | Captain                  |
| Percy Marmont    | Holme                    |
| Gibb McLaughlin  | Indian Chief             |
| Herbert Lomas    | Captain Cockle           |
| Gus McNaughton   |                          |